# 威克斯
《威克斯》（英語：Wex）是一个协同编辑（ollaboratively built）、自由获取的法律词典和百科全书。
威克斯是一个旨在构建一个协同创建、公众可访问的法律词典和百科全书式平台。它由康奈尔法学院法律信息研究所（Legal Information Institute,LII）赞助和主办。威克斯中出现的许多资料最初是为LII的 "Law about... "页面开发的，威克斯是其继承者。
威克斯网站域名是law.cornell.edu/wex （页面存档备份，存于），接受具有一定资质的法律专家的贡献。它对编辑进行筛选，然后才允许他们投稿。